# Saint Jack
Saint Jack è una commedia statunitense del 1979 girata dal regista ed attore Peter Bogdanovich, su un soggetto dello scrittore statunitense Paul Theroux.

## Trama
Jack Flowers, un reduce italo-americano della guerra di Corea, vive da molti anni a Singapore. Essendo uno sbandato senza possibilità di vivere con un lavoro decente, decide di mettere su un proprio bordello, finendo così per scontrarsi con la malavita della Triade cinese.

## Produzione
Le riprese del film incontrarono diverse peripezie a causa del fatto che il soggetto non sarebbe piaciuto alle autorità di Singapore, alle quali venne dato un soggetto diverso della pellicola intitolato Jack di Cuori. Gran parte degli attori di nazionalità cinese recitarono senza essere a conoscenza del vero soggetto del film.